# Kajal Ahmad

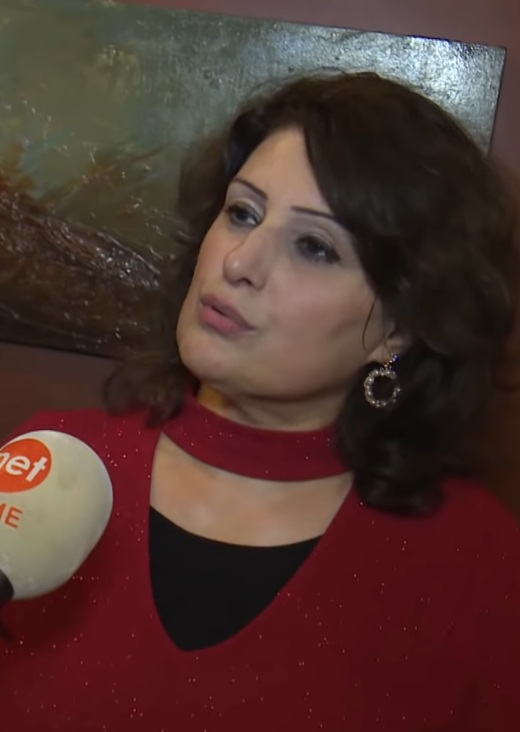
Kajal Ahmad

Kajal Ahmad oder Kejal Ehmed (* 1967 in Kirkuk) ist eine irakische kurdische Autorin und Journalistin.

## Leben
Kajal Ahmad begann 1986 mit dem Dichten und ab 1992 mit dem Journalismus. Außer Lyrik schreibt sie Kommentare und analysiert Sozialausgaben und Politik. Ihre  Gedichte sind überwiegend ins Arabische, Persische und Türkische übersetzt worden. Sie wohnt derzeit in Silemani. Eine Sammlung ihrer Gedichte befindet sich derzeit in Norwegen. Dort werden sie in verschiedene europäische Sprachen übersetzt.

## Werke
- Benderî Bermoda, 1999
- Wutekanî Wutin, 1999
- Qaweyek le gel ev da, 2001
- Awênem şikand, 2004